# Aubonne (Doubs)
Aubonne é uma comuna francesa na região administrativa de Borgonha-Franco-Condado, no departamento de Doubs. Estende-se por uma área de 15,17 km². Em 2010 a comuna tinha 245 habitantes (densidade: 16,2 hab./km²).